# A Vöröskereszt jelképei

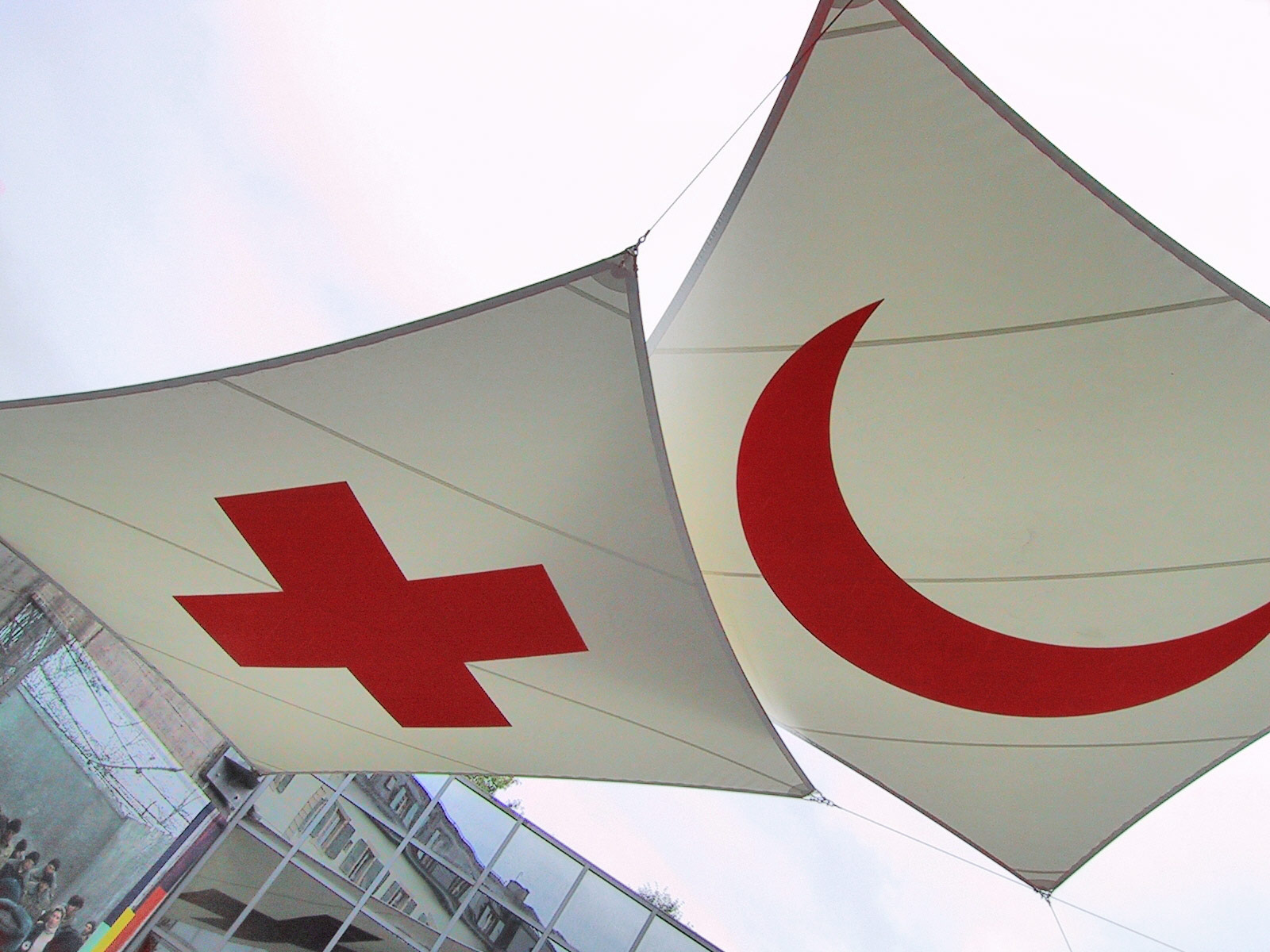
A Vöröskereszt két legkorábbi jelképe: a kereszt és a félhold a genfi Vöröskereszt Múzeum előtt. 2005-től csatlakozott hozzájuk a harmadik jelkép, a vörös kristály is.

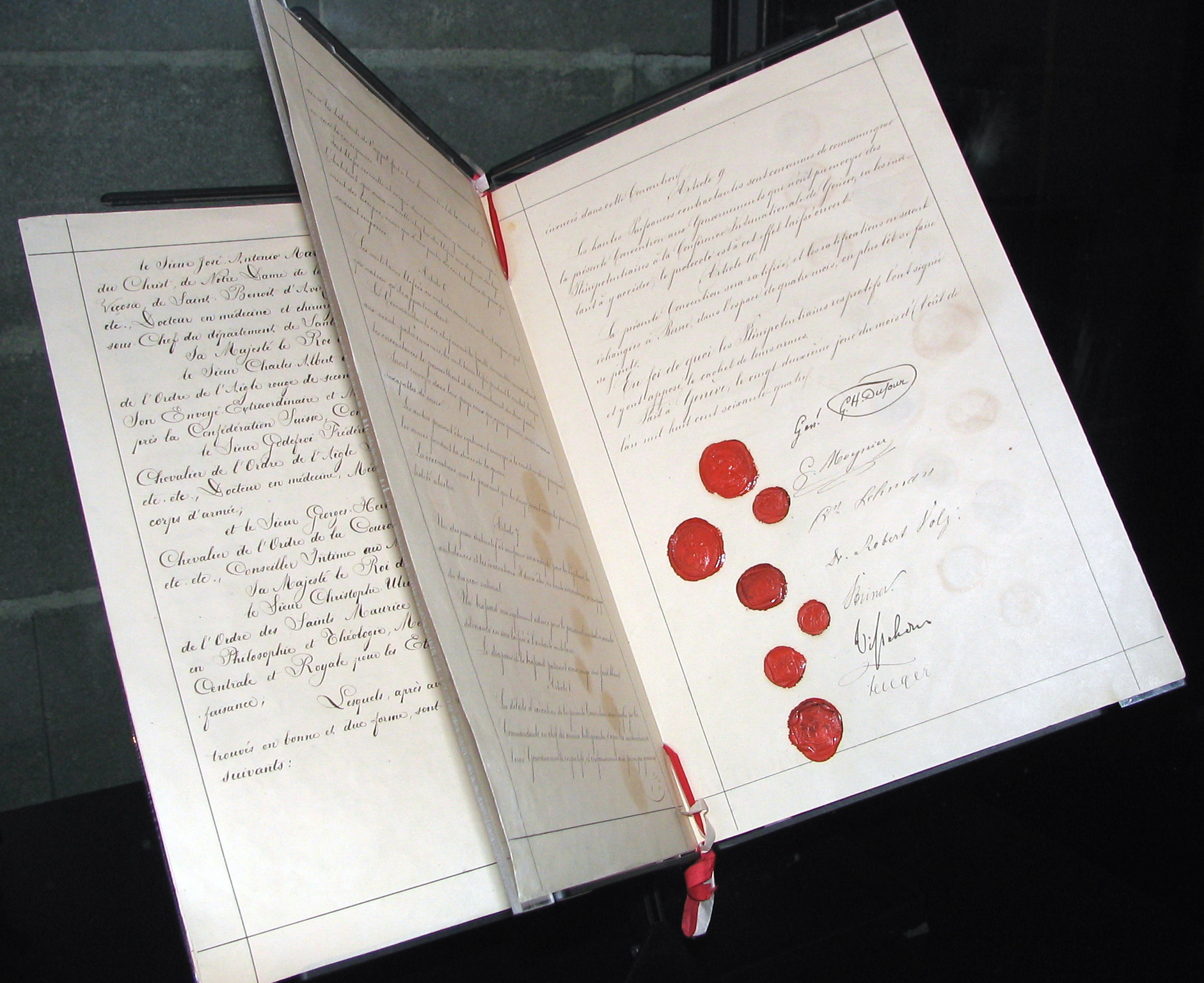
Az 1864-ben született genfi egyezmény eredeti példánya

A Nemzetközi Vöröskereszt hivatalos jelképei jelenleg a vörös kereszt, vörös félhold és vörös kristály. Hivatalosan elismert, de nem használt jelkép az iráni vörös oroszlán és nap; Izraelben használt, de a Vöröskereszt által nem elismert a vörös Dávid-csillag.
A vörös kereszt jelképet hivatalosan 1864-ben fogadták el Genfben, egy évvel Vöröskereszt Nemzetközi Bizottsága megalapítása után. A jelkép, melyet a fegyveres konfliktusokat szabályozni kívánó első, 1864-es genfi egyezmény 16 aláírója elfogadott, a svájci zászlón alapul, fordított színekkel. (Ez a zászló pont megegyezett Tonga korabeli zászlajával, ezért 1875-ben Tonga megváltoztatta a nemzeti jelképét.)
A vörös félholdat elsőként az Oroszország és az Oszmán Birodalom közti fegyveres összecsapás (1876–1878) során használták. A jelképet 1929-ben fogadták el hivatalosan, és eddig 25 muszlim ország ismerte el.
Izrael 1949 óta szeretné elismertetni a vörös kereszttel és vörös félholddal egyenértékű jelképnek a vörös Dávid-csillagot, ami a Magen David Adom elsősegélynyújtó szolgálat jelképe, de a Vöröskereszt és a Vörös Félhold hivatalosan nem ismerte el, mert ez a jelkép nem jelenik meg a genfi egyezmények által elismert szimbólumok között.
2005. december 8-án írták alá a harmadik jelképet, a vörös kristályt megállapító nemzetközi szerződést (az 1949-ben elfogadott genfi egyezmények III. kiegészítő jegyzőkönyve). Elsőként Izrael és Eritrea kezdte használni.
Jelenleg 196 ország a vörös keresztet használja, 30 a vörös félholdat.

## A három fő jelkép
Az 1949-es genfi egyezmények 2005-ös kiegészítő jegyzőkönyve deklarálta, hogy a Vöröskereszt szervezetek megkülönböztető jelvényeihez nem köthető „semmilyen vallási, etnikai, faji, regionális vagy politikai jelentés”.

### A vörös kereszt
A vörös kereszt jelképet a genfi döntések értelmében orvosi és humanitárius járművekre és épületekre lehet festeni, hogy megvédjék őket a katonai támadástól. Nem összetévesztendő a Szent György-kereszttel, ami Anglia, Barcelona, Freiburg és más helyek zászlóján látható: a Szent György-kereszt ágai elérnek a zászló széléig, a vörös kereszté pedig nem. A vörös színű kereszt a Nemzetközi Vöröskereszttől függetlenül vált az orvosi ellátás szimbólumává, Jean Henri Dunant  a Nemzetközi Vöröskereszt alapítója is látta a Lombardiában lezajló solferinói csatát, látta azt is amikor a csata végén, napnyugta után a rendjük jelét, a vörös keresztet viselő kamilliánus szerzetesek ellátják a sebesülteket és eltemetik az elhunytakat.
Az egész város egyetlen kórház volt, franciák és osztrákok számára. Már pénteken itt rendezték be a nagy főhadiszállás kötözőhelyét, kicsomagolták a ládákból a tépéseket, az orvosi felszerelést és a gyógyszereket. A lakosság odahordta minden nélkülözhető takaróját, ágyneműjét, szalmazsákját és matracát. A castiglionei kórház, a templom, a kolostor és a San Luigi kaszárnya, a Kapucinusok temploma, a csendőr kaszárnya, a Maggiore, San Giuseppe és Santa Rosalia templomok mind megteltek sebesültekkel. Szorosan összezsúfolva feküdtek a szalmán, de szalmával borították az ottlakók az utcákat, udvarokat, tereket is, hogy elhelyezhessék a mindenfelől özönlő sebesülteket. Deszkából, vászonból hevenyészett tetőkkel védték őket a naptól.
A csatában a fekete ruhájukon vörös keresztet viselő kamilliánus rendi szerzetesek (Szent Kamill a szerzetesrend alapítója egy vörös színű keresztet tett a betegeket szolgáló rend tagjainak ruhájára, hogy fel lehessen ismerni őket a különböző harctereken) mindkét tábor sebesültjeit egyaránt ápolták, mivel szerzetesi fogadalmuk szerint életük kockáztatásával is szolgálniuk kellett minden irgalmasságra szoruló  beteget. A vörös színű kereszt  már a szerzetes  betegápolók jelvénye volt 1595-től is, a törökök elleni hadjárat alkalmával a különböző csatatéren. Henry Dunant ez az élmény inspirálta a Nemzetközi Vöröskereszt létrehozására, ezért ezt a jelet vette át és nevezte el intézményét Vöröskeresztnek, bár a jelkép választásánál szerepet játszhatott nemzetisége is, így a Nemzetközi Vöröskereszt jelképe a történelme során semlegességre törekvő Svájc zászlaján is alapul.

### A vörös félhold
Eredetileg a vörös keresztet szánták egyedüli jelképnek, de számos muszlim országnak (főként az Oszmán Birodalomnak, később Törökországnak) ellenvetései voltak, így született meg a következő jelkép, a vörös félhold. Perzsia (a későbbi Irán) sikeresen elérte, hogy a lehetséges jelképek közé bekerüljön a vörös oroszlán és nap is.

### A vörös kristály
2005. december 8-án, részben hogy megkönnyítsék Izrael részvételét a Vöröskeresztben, a genfi egyezményben hivatalosan elismertek egy újabb jelképet, melynek hivatalos neve „a harmadik Jegyzőkönyv jelvénye”, de informálisan csak vörös kristálynak hívják. A svájci kormány által az ügyben megrendezett konferencia december 5. és 8. közt zajlott, a 192 tagállamból 98 mellette, 27 ellene szavazott, 10-en tartózkodtak, míg 57 országos Vöröskereszt-szervezet nem képviseltette magát. Kuba, Észak-Korea és Kína mellett nagyrészt muszlim államok ellenezték.
Az új jelképet könnyen felismerhetőnek tervezték, és arra szánják, hogy elfogadható legyen különböző kultúrák számára, tekintet nélkül a vallási meggyőződésre (a vörös keresztet és félholdat gyakran a kereszténységhez és az iszlámhoz kapcsolják). Egy országos Vöröskereszt-szervezetet sem köteleznek arra, hogy megváltoztassa már létező nevét és jelképeit, de mindet egyforma tiszteletben kell tartani. A vegyesen keresztény és muszlim népességű Eritrea már kifejezte szándékát a jelkép használatára.

## További jelképek

### A vörös oroszlán és nap
A Vörös Oroszlán és Nap Társaságot Ahmad perzsa sah rendelete alapján hozták létre 1923-ban, maga a jelkép azonban már 1864-ben megjelent  a genfi tárgyaláson; Irán ellenezte ugyanis a két fő riválisa, az orosz és az oszmán birodalom által előnyben részesített jelképeket. Mivel a jelképet a sahhal hozták összefüggésbe, 1980-ban Irán áttért a vörös félhold használatára. Bár a vörös oroszlán és nap jelenleg nem használatos, Irán továbbra is fenntartja a jogot a használat felújítására, ezért még mindig hivatalosan elismert jelkép.

### A vörös Dávid-csillag (Magen David Adom)
Izrael 1949 óta kéri a vörös Dávid-csillag elismerését, azzal érvelve, hogy mivel a kereszténységnek és az iszlámnak saját jelképe van, a judaizmus is megérdemel egyet. A Magen David Adom szervezet Izraelben jelenleg is használt jelképét azonban a genfi egyezmény nem ismeri el. A Nemzetközi Vöröskereszt cáfolja továbbá, hogy a vörös kereszt keresztény szimbólum lenne.
A Nemzetközi Vöröskereszt azzal érvelt továbbá, hogy ha a zsidók vagy bármelyik másik csoport külön jelképet kapnának, több más nemzet vagy vallási csoport is kérhetne egyet, és ezzel tönkretennék a Vöröskereszt eredeti célját, mely az volt, hogy legyen egyetlen egyszerű jelkép, mely mindenki által ismert és védi a humanitárius szervezeteket. A muzulmán országok szintén ellenezték az izraeli kérés teljesítését, ami lehetetlenné tette a megegyezést.
A vörös kristály elfogadásakor a Magen David Adom bejelentette, hogy Izraelen belül továbbra is használja régi jelképét, de a vörös kristályba foglalva, míg külföldön csak a kristályt használja majd.

## A jelképek használata

### A vörös kereszt

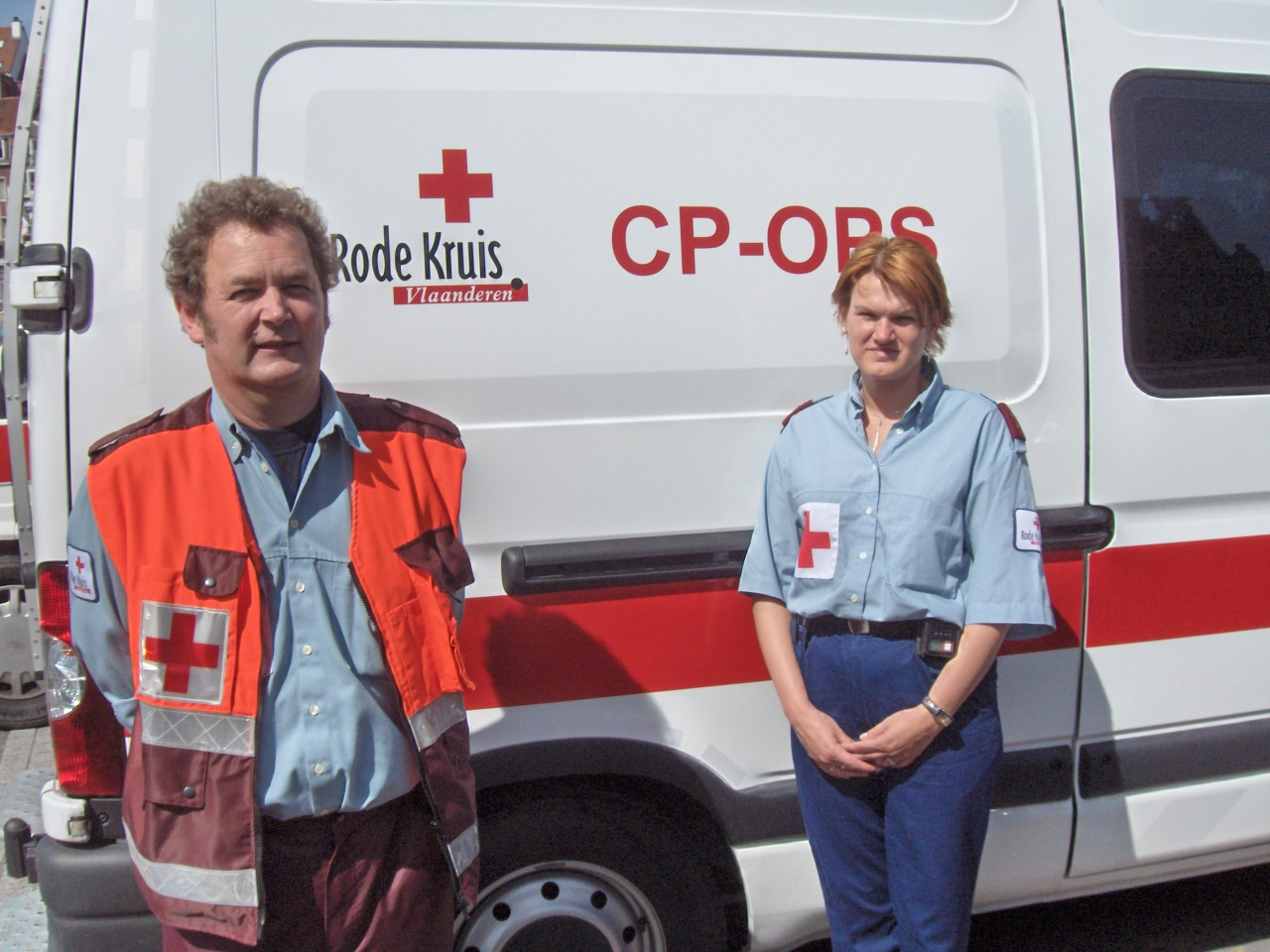
Belga Vöröskereszt-önkéntesek

A genfi egyezmény értelmében a vörös kereszt jelképet csak a következőek jelzésére használhatják:
- a sebesült és beteg katonák ellátásával foglalkozó létesítmények;
- a hadseregek orvosi személyzete;
- katonai lelkészek;
- Vöröskereszt-szervezetek, például a Nemzetközi Vöröskereszt, a Nemzetközi Vöröskereszt és Vörös Félhold Társaság (korábban: Vöröskereszt Liga), és a 182 országos Vöröskereszt és Vörös Félhold szervezet.

A genfi egyezmény kötelezte aláíróit arra, hogy mind háborúban, mind békében megakadályozzák a név és a jelkép jogosulatlan használatát, hogy megmaradjon az irántuk érzett tisztelet. Ettől függetlenül gyakran használják a jelképet elsősegély, orvosi eszközök és hasonlók jelölésére, ami jogosulatlan használatnak számít, és a genfi egyezmény aláíróinak tiltaniuk kellene. Az összeütközés elkerülése végett gyakran más színű keresztet használnak.
1922–23-ig az Zwack Unicum vörös keresztes címkével került forgalomba, a Nemzetközi Vöröskereszt engedélyével. Ekkor azonban a Vöröskereszt visszavonta a cégtől a használat jogát, így azóta aranyszínű a Zwack Unicum keresztje.

### A vörös kristály
Saját országuk területén az országos szervezetek bármelyik elismert jelképet használhatják, vagy ezeket, illetve kombinációjukat a vörös kristályba foglalva is. Ezeken kívül az országos szervezetek használhatnak más, elterjedt és ismert jelképeket is, ha előzőleg bejelentik. Külföldön az ilyen a nem nemzetközileg elismert jelképeket a vörös kristállyal együtt kell megjeleníteniük. Csak az egyezmény által elismert jelképek használhatóak, akiknek a jelképét a genfi egyezmény nem ismeri el, a vörös kristályt kell használniuk.

## Korábbi jelképjavaslatok

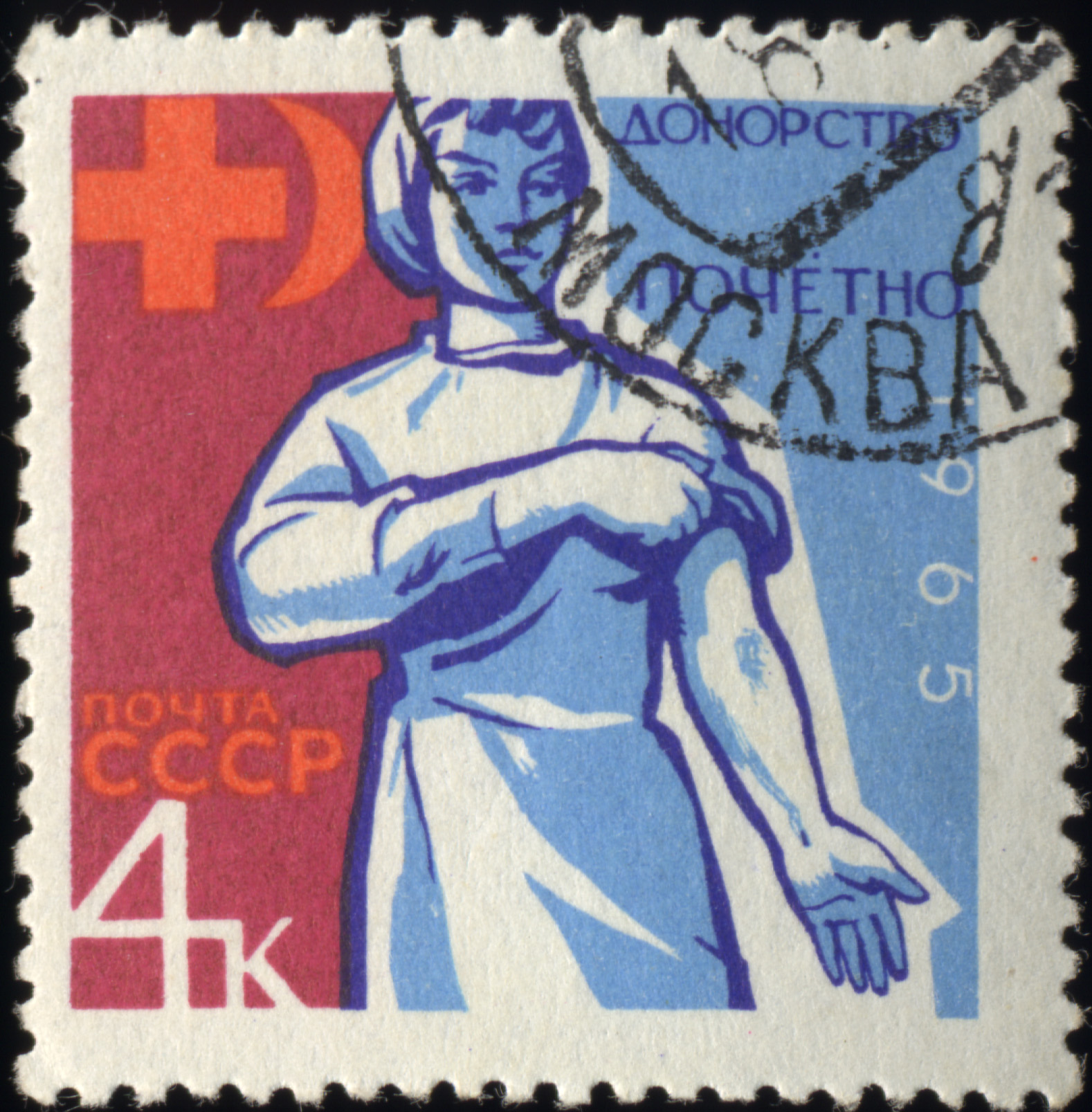
kereszt és félhold egy szovjet bélyegen

Srí Lanka (akkor még Ceylon) 1957-ben, India pedig 1977-ben megpróbálta elfogadtatni a vörös szvasztikát. Kazahsztán és Eritrea a kereszt és félhold kombinációját próbálta bevezetni – ez a jelkép egyébként a Szovjetunióban használatos volt. A szervezet története folyamán több más jelkép is felmerült: Afganisztán vörös mecsetet, Sziám (ma: Thaiföld) vörös lángot, Zimbabwe vörös csillagot javasolt.